# Каахуману

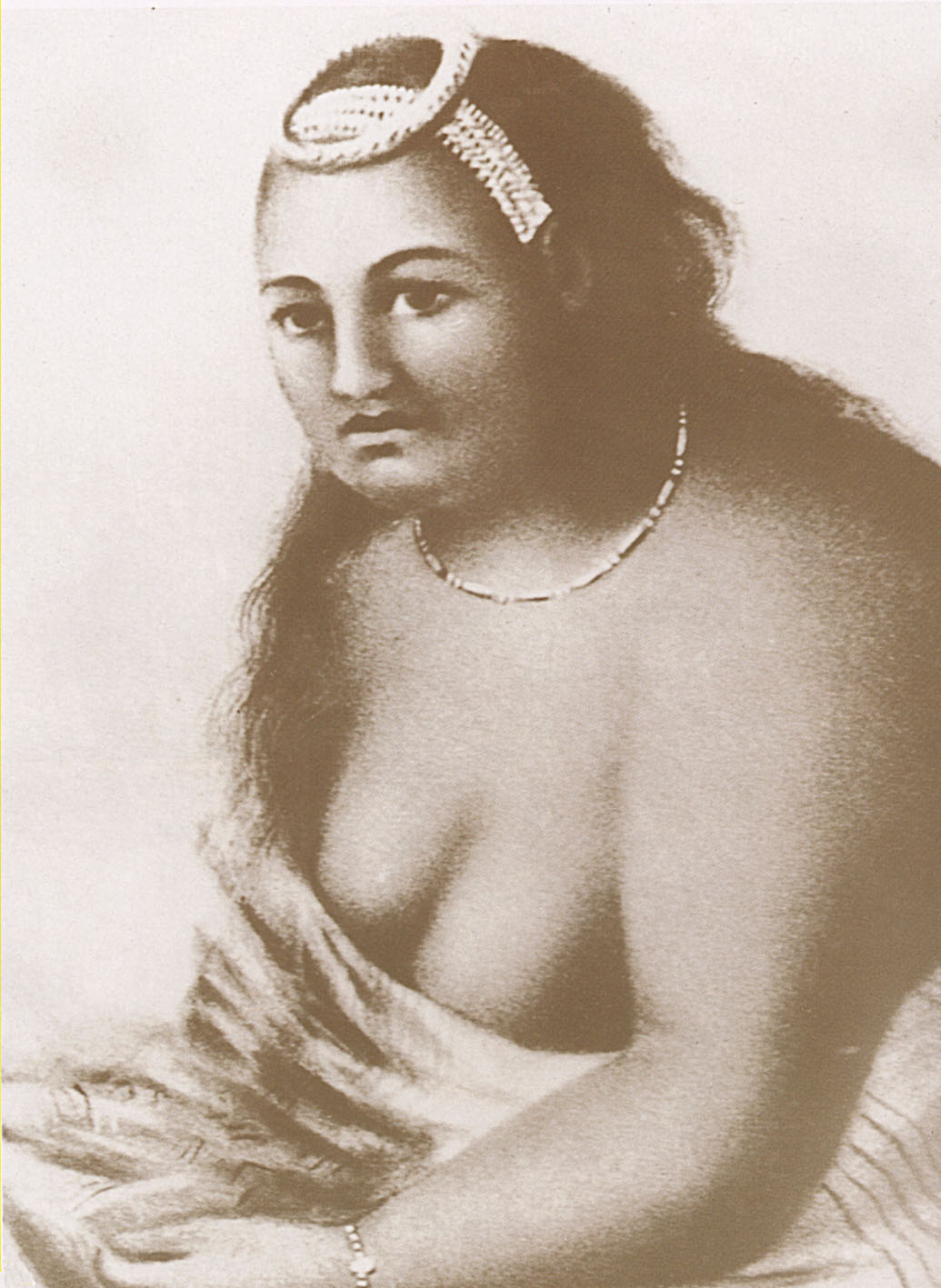
Королева Каахуману

Каахуману (англ. Kaahumanu, 17 березня 1768 — 5 червня 1832) — королева-регент Гавайського королівства, дружина короля Камехамехи I. Дочка Кєєаумоку, радника і друга короля Камехамехи I, за якого Каахуману була посватана у віці 13 років. Серед дружин Камехамехи I була його фавориткою, і саме вона надихала короля на війну за об'єднання Гаваїв. Художник-портретист зауважив про неї: «Ця Стара Дама — найгордовитіша, нейнепохитніша Дама на всьому острові. Як вдова [Камехамехи], вона має безмежний авторитет та повагу, і вона не схильна відмовлятись від будь-якої зручної для неї можливості» .
Народилася 17 березня 1768 року в печері Пуу Кауікі в Хані на острові Мауї. Її матір'ю була Намаханайкалелеокалані, донькка алії (правителя) Кекауліке Каланінуїкуїхоноікамоку. ї назвали на честь суперника її батька, Кахекілінуїахуману, оскільки саме від нього Кєєаумоку тікав з Мауї. 1781 року стала дружиною Камехамехи, ставши його улюбленою дружиною і заохочувала до війни за об'єднання Гавайських островів. Джордж Ванкувер стверджує: «Одна з найкращих жінок, яких ми ще бачили на будь-якому з островів». Щоб одружитися на молодій жінці, Камехамеха повинен був погодитися зробити її дітей спадкоємцями королівства, хоча вона не мала жодних нащадків.
Після смерті Камехамехи I 5 травня 1819 Каахуману заявила, що останньою волею покійного короля було сумісне правління Каахуману і її названого сина Ліхоліхо, який зійшов на престол під ім'ям Камехамеха II. Спочатку вона займала спеціально створену посаду кухіна нуї (на кшталт прем'єр-міністра).
Каахуману заслужила звання «першої гавайської феміністки». Її погляди багато в чому випереджали свій час. Наприклад, вона спільно з Кеопуолані, іншою дружиною свого покійного чоловіка, яка також була біологічною матір'ю Камехамехи II, запровадила традицію сумісної трапези з королем, відому як «Ай Ноа» , порушивши багатовікову традицію. також вона була одним зініціатором обмеження капу (гавайський аналог табу).
9 жовтня 1821 року спільно з Камехамехою II організувала викрадення Каумуалії, алії (правителя) Кауаї. За цим полоненого змусили одружитися з Каахуману. 1824 року було придушено повстання Хумехуме, сина від Каумуалії від іншого шлюбу. 
У квітні 1824 Каахуману публічно заявила про бажання прийняти християнство (у формі протестантизму) і заохочувала хрещення своїх підданих. В той же час прийшла звістка про смерть короля Камехамехи II. Новим королем було поставлено зведеного брата останнього Камехамеха III, а сама прийняла титул «королева-регент». Новим кухінануї поставила Бокі. 5 грудня вона хрестилася сама, прийнявши ім'я Єлизавета.  Того ж року вона подарувала Гаваям перший кодифікований звід законів, створений за зразком християнської етики та цінностей, а також Десяти заповідей.
1826 року після смерті Каумуалії вона вийшла заміж за його сина Кеаліяхонуї. Того ж року Каахуману і Камехамеха III уклали першу торгову угоду з США Договір передбачав відповідальність королівства від імені корінних гавайців за боргами перед американськими торговцями та оплату рахунку сандаловим деревом на суму 150 тис. доларів; це забезпечило їй підтримку вождів, які були заборговані торговцям. Він також гарантував американцям право в'їжджати в усі порти Гаваїв для ведення торгівлі. Американцям також було надано право подавати позов до гавайських судів та бути захищеними гавайськими законами.
7 липня 1827 року Каахуману вигнала з Гавайських островів католицьких місіонерів. Того ж року захворіла, її здоров'я постійно погіршувалося. Під час хвороби місіонери надрукували перший примірник Нового Завіту гавайською мовою, оправлений у червону шкіру з її ім'ям, вигравіруваним золотими літерами.
У 1830 році Каахуману підписала закон, який забороняв католицьке вчення та погрожував депортацією будь-кого, хто порушить закон. У 1832 році Каахуману відвідала Мауї та прибула на місце, де зараз розташована церква Каахуману, де стала свідком служби, яку проводив Джонатан Сміт Грін. Побачивши це, Каахуману попросила місію конгрегаціоналістів назвати постійну церковну споруду на її честь. Втім це прохання не було виконано до 1876 року.
5 червня 1832 року вона померла від кишкової хвороби в долині Маноа поблизу Гонолулу. Її похорон відбувся в церкві Кавайахао, яку часто називають Вестмінстерським абатством Гаваїв. Службу провів Хайрам Бінгем. Її поховали на території палацу Іолані, але пізніше перенесли до Королівського мавзолею. 